# Llarga Marxa
|  | Per a la família de coets xinesos, vegeu «Llarga Marxa (coet)». |

Mapa de la trajectòria de la Llarga Marxa

La Llarga Marxa (xinès tradicional: 長征, xinès simplificat: 长征, pinyin: Chángzhēng), també anomenada Gran Marxa, fou el viatge a través de l'interior de la Xina que van seguir les tropes del Partit Comunista de la Xina entre els anys 1934 i 1935, fugint de l'exèrcit de la República de la Xina. No va haver-hi una única Llarga Marxa, sinó una sèrie de marxes, en escapar diferents exèrcits del sud cap al nord i l'oest. La més coneguda és la marxa des de la província de Jiangxi, que va començar l'octubre de 1934. L'Exèrcit del Primer Front de la República Soviètica de la Xina, dirigit per una comissió militar inexperta, estava a punt de ser anihilat per les tropes de Chiang Kai-shek al seu reducte de Jiangxi, al sud del país. Els comunistes, liderats finalment per Mao Zedong i Zhou Enlai, van fer una retirada en cercle cap a l'oest i el nord. En total es van fer 12.500 quilòmetres durant 370 dies. La ruta va passar per terreny molt difícil fins a arribar a la província de Shaanxi, una zona remota que es trobava també sota control comunista.
Amb la Llarga Marxa va començar l'ascensió al poder de Mao Zedong, a causa del seu lideratge durant la retirada, que li va valdre el suport dels membres del Partit. La duresa de la Llarga Marxa, que només va ser completada per una desena part de la força que va sortir de Jiangxi, va fer-ne un episodi prominent en la història del Partit Comunista de la Xina, i va consolidar el prestigi personal de Mao i els seus partidaris com a nous líders del partit per les dècades següents.

## Situació prèvia a la Llarga Marxa

### L'Exèrcit Roig el 1934
Encara que la traducció literal del xinès Cháng Zhēng és “Llarga Marxa”, les publicacions oficials de la República Popular Xina parlen de "la Llarga Marxa de l'Exèrcit Roig" (xinès tradicional: 紅軍長征, xinès simplificat: 红军长征, pinyin: Hóngjūn Chángzhēng). Normalment, la Llarga Marxa es refereix al trasllat del grup principal del Primer Exèrcit Roig, que incloïa els líders del Partit Comunista de la Xina, des de Yudu, a la província de Jiangxi, cap a Yan'an a Shaanxi. En aquest sentit, la Llarga Marxa va durar des del 16 d'octubre de 1934 fins al 19 d'octubre de 1935. En un sentit més ampli, la Llarga Marxa també va incloure dues altres forces que es retiraven sota la pressió del Kuomintang: el Segon Exèrcit Roig i el Quart Exèrcit Roig. La retirada de tots els exèrcits no va ser completa fins al 22 d'octubre de 1936, quan les tres forces es van ajuntar a Shaanxi.
Les divisions de l'"Exèrcit Roig dels Treballadors i Pagesos Xinesos" (紅軍) rebien el seu nom segons les circumstàncies històriques, de vegades de forma no consecutiva. Les unitats comunistes del principi sovint es formaven a partir de la deserció de forces preexistents del Kuomintang, i mantenien les seves designacions originals. A l'època de la Llarga Marxa, moltes unitats petites s'havien organitzat en tres grups unificats, el Primer Exèrcit Roig (紅一方面軍/红一方面军/Hóng Yī Fāngmiàn Jūn), el Segon Exèrcit Roig (紅二方面軍/红二方面军/Hóng Èr Fāngmiàn Jūn) i el Quart Exèrcit Roig (紅四方面軍/红四方面军/Hóng Sì Fāngmiàn Jūn). Algunes traduccions es refereixen a aquestes mateixes unitats com a "l'Exèrcit Roig del Primer Front", "Exèrcit Roig del Segon Front", i "Exèrcit Roig del Quart Front", per distingir-los de les seves antigues divisions organitzatives. El Primer Exèrcit Roig es va formar a partir dels grups Primer, Tercer i Cinquè del sud de Jiangxi sota el comandament de Bo Gu i Li De (nom adoptat per Otto Braun). Quan es va formar el Quart Exèrcit Roig sota Zhang Guotao a la frontera entre Sichuan i Shaanxi, a partir de diverses unitats més petites, no hi havia cap nomenclatura estàndard dels exèrcits del Partit Comunista: a més, durant la guerra civil xinesa, el control central dels diferents enclavaments separats controlats pels comunistes dins de la Xina era limitat. Després de l'organització d'aquestes dues forces principals, es va crear el Segon Exèrcit Roig a l'est de Guizhou en unificar els grups Segon i Sisè de l'exèrcit sota He Long i Xiao Ke. Un “Tercer Exèrcit Roig" era dirigit per He Long, que va establir la seva àrea central a la frontera entre Hunan i Hubei; cap a 1932, les seves forces van patir una derrota severa i l'octubre de 1934 es van combinar amb el Sisè Cos de l'Exèrcit dirigit per Xiao Ke per formar el Segon Exèrcit Roig. Els tres exèrcits mantindrien la seva designació històrica com a Primer, Segon i Quart Exèrcits Roigs fins que les forces militars comunistes es van integrar en l'Exèrcit Revolucionari Nacional, formant el Vuitè Exèrcit Expedicionari i el Nou Quart Exèrcit, durant la Segona Guerra Sinojaponesa entre 1937 i 1945.

### Guerra civil

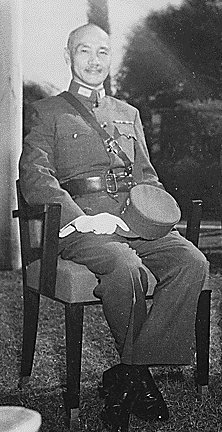
El Generalíssim Chiang Kai-shek va envoltar els comunistes a Jiangxi el 1934.

El Partit Comunista de la Xina (PCX), fundat el 1921 per Chen Duxiu amb suport soviètic, va col·laborar al principi amb el Partit Nacionalista Xinès o Kuomintang (KMT), fundat pel republicà i revolucionari Sun Yat-sen. Després de la mort inesperada de Sun el març de 1925, la lluita pel poder dins del KMT va acabar amb la victòria de Chiang Kai-shek, les forces del qual van aconseguir d'arrabassar el control de grans àrees de la Xina als cabdills locals, establint un govern unificant a Nanjing l'abril de 1927. Al contrari dels altres líders nacionalistes, com Wang Jingwei, Chiang era contrari a continuar col·laborant amb els comunistes. Aquest període inicial de cooperació per unificar la Xina contra els cabdills feudals i l'Imperi Japonès va acabar de sobte l'abril de 1927 quan Chiang Kai-shek va atacar els comunistes. El fracàs de les insurreccions urbanes de Nanchang, Wuhan i Guangzhou i la supressió del Partit Comunista a Xangai i d'altres ciutats va portar finalment a molts comunistes cap a reductes rurals com el soviet de Jiangxi, organitzat per Mao Zedong. Cap a 1928, desertors i unitats senceres del Kuomintang, completades amb pagesos dels soviets rurals comunistes, van formar l'Exèrcit Roig dels Treballadors i Pagesos Xinesos. La confrontació ideològica entre el PCX i el KMT va desembocar aviat en la primera fase de la guerra civil xinesa.

Bandera de la República Soviètica Xinesa a Jiangxi

Cap a 1930, l'Exèrcit Roig Comunista havia establert el soviet de Jiangxi a les províncies de Jiangxi i Fujian al voltant de la ciutat de Ruijin, incloses instal·lacions industrials. Entre 1930 i 1933, forces dirigides per Mao van rebutjar quatre intents de Chiang de derrotar els comunistes. Malgrat aquests èxits, la Unió Soviètica i els líders del partit, influïts pel Comintern, es malfiaven de les idees de Mao, que sostenia que la base del Partit Comunista eren els pagesos xinesos rurals, i no el proletariat urbà. El setembre de 1933, l'Exèrcit Revolucionari Nacional de Chiang Kai-shek va acabar d'encerclar completament Jiangxi, amb els consells i l'ajuda tàctica del seu assessor alemany, Hans von Seeckt. Les forces de Chiang van establir un perímetre fortificat, i Jiangxi fou assetjat en un intent de destruir les forces comunistes que hi havien quedat atrapades. El juliol de 1934, els líders del partit, dominats pels "Vint-i-vuit bolxevics", un grup militant format a Moscú per Wang Ming i Bo Gu, van forçar l'expulsió de Mao del Politburó del Partit Comunista a Ruijin i el van posar per poc temps sota arrest domiciliari. Mao fou substituït per Zhou Enlai com a líder de la comissió militar, i l'Exèrcit Roig Xinès va passar a ser dirigit per un comitè militar de tres homes, que incloïa un assessor militar alemany, Otto Braun (anomenat Li De, 李德, en xinès), l'assessor militar del Comintern Bo Gu, i Zhou. El comitè va abandonar la tàctica de guerra mòbil de Mao contra les forces del Kuomintang. Els enfrontaments directes contra l'exèrcit Nacionalista aviat van provocar baixes nombroses i pèrdues de material i territori. Més endavant, Mao va escriure sobre aquest període:
"Cap al maig de 1928, els principis bàsics de la guerra de guerrilles, de natura simple i apropiats per les condicions del moment, ja s'havien desenvolupat...Però a partir del gener de 1932... els vells principis ja no es podien considerar normals, sinó que s'havien de rebutjar com a "guerrillisme". L'oposició al "guerrillisme" va regnar durant tres anys sencers".
L'agost de 1934, amb l'Exèrcit Roig exhaust pel llarg conflicte, un espia col·locat per Zhou Enlai al quarter general de l'exèrcit del KMT de Nanchang va donar la notícia que Chiang Kai-shek estava preparant una ofensiva important contra la capital comunista, Ruijin. La direcció comunista va decidir fer una retirada estratègica per reunir-se amb altres unitats comunistes i evitar l'anihilació. El pla original era ajuntar-se amb el Segon Exèrcit Roig comandat per He Long, que creien que es trobava a Hubei cap a l'oest i el nord. Les comunicacions entre els grups dividits de l'Exèrcit Roig havien estat interrompudes per la campanya del Kuomintang, i durant la planificació de l'evacuació de Jiangxi, el Primer Exèrcit Roig no era conscient que les altres forces comunistes també s'estaven retirant cap a l'oest.

## Retirada i batalles

### El Primer Exèrcit Roig
Els primers moviments de la retirada van ser endegats per forces dirigides per Fang Zhimin, travessant les línies del Kuomintang el juny de 1934. Encara que les tropes de Fang Zhimin van ser destruïdes al cap de poc temps, aquests moviments van sorprendre el Kuomintang, que tenia superioritat numèrica respecte als comunistes i no esperava un atac contra el seu perímetre fortificat.
Els primers moviments de tropes eren de fet una maniobra de diversió per permetre que els líders més importants es retiressin de Jiangxi. El 16 d'octubre de 1934, una força de 130.000 soldats sota Bo Gu i Li De van atacar la línia de posicions del Kuomintang a prop de Yudu. Més de 86.000 soldats, 11.000 administratius i milers de bastaixos civils van aconseguir trencar el setge; la resta, bàsicament soldats ferits o malalts, van continuar lluitant per guanyar temps després que la força principal hagués marxat, i després es van dispersar pel camp. Alguns membres importants del Soviet Xinès que es van quedar enrere foren capturats i executats pel Kuomintang després de l'ocupació de Ruijin el novembre de 1934, incloent Qu Qiubai i el germà més petit de Mao Zedong, Mao Zetan.
Al principi, el Primer Exèrcit roig, que arrossegava dirigents del partit, documents, reserves de moneda i d'altres pertinences de la República Soviètica Xinesa exiliada, va aconseguir travessar uns quants punts de control del Kuomintang mal defensats, travessant el riu Xinfeng i la província de Guangdong, al sud de Hunan i entrant a Guangxi. Al riu Xiang, Chiang Kai-shek havia reforçat les defenses del KMT. En dos dies de lluita sagnant, el 30 de novembre i l'u de desembre de 1934, l'Exèrcit Roig va perdre més de 40.000 tropes i tots els bastaixos civils, i encara hi havia línies defensives nacionalistes fortament defensades més endavant. Les pèrdues de vides i material després de la batalla del riu Xiang van afectar la moral de les tropes i van començar les desercions. Cap al 12 de desembre de 1934, durant una reunió de líders del Partit a Tongdao, es va fer palesa la insatisfacció amb Bo Gu i Otto Braun i Mao Zedong va començar a prendre un paper més actiu en la direcció.

### L'ascensió de Mao Zedong
Sota aquestes condicions, els comunistes es van reunir a Zunyi, a la província de Guizhou del 15 al 17 de gener de 1935 per reestructurar el Politburó del Partit. Encara que es va denunciar el fracàs del lideratge de Bo Gu i Li De, al cap de tres dies Mao encara no havia pogut aconseguir prou suports dels líders del Partit per aconseguir el poder a la conferència. Zhang Wentian va ser elegit Secretari General en comptes d'ell, però va aconseguir prou influència per arribar a ser un dels tres membres de la Comissió d'Afers Militars. Els altres dos membres, Zhou Enlai (nomenat Director de la Comissió) i Wang Jiaxiang, el suport del qual Mao s'havia assegurat abans, no tenien tant prestigi en afers militars, i a la pràctica, després de la conferència de Zunyi, Mao va aconseguir el control del Primer Exèrcit Roig.

Quan l'exèrcit va tornar a començar la seva marxa en direcció al nord, la ruta directa cap a Sichuan estava bloquejada per les forces de Chiang. Les forces de Mao van passar els següents mesos maniobrant per evitar la confrontació directa amb les tropes hostils, però intentant igualment de moure's cap al nord per ajuntar-se amb el Quart Exèrcit Roig de Zhang Guotao. Durant aquest període, el febrer de 1935, la dona de Mao, He Zizhen, va donar a llum una filla. A causa de les dures condicions de la retirada, van deixar la nena amb una família local (Dos europeus que seguien la ruta de la Llarga Marxa el 2003 van trobar una dona a la província rural de Yunnan, que, segons les autoritats locals, era la filla perduda de Mao i He Zizhen).

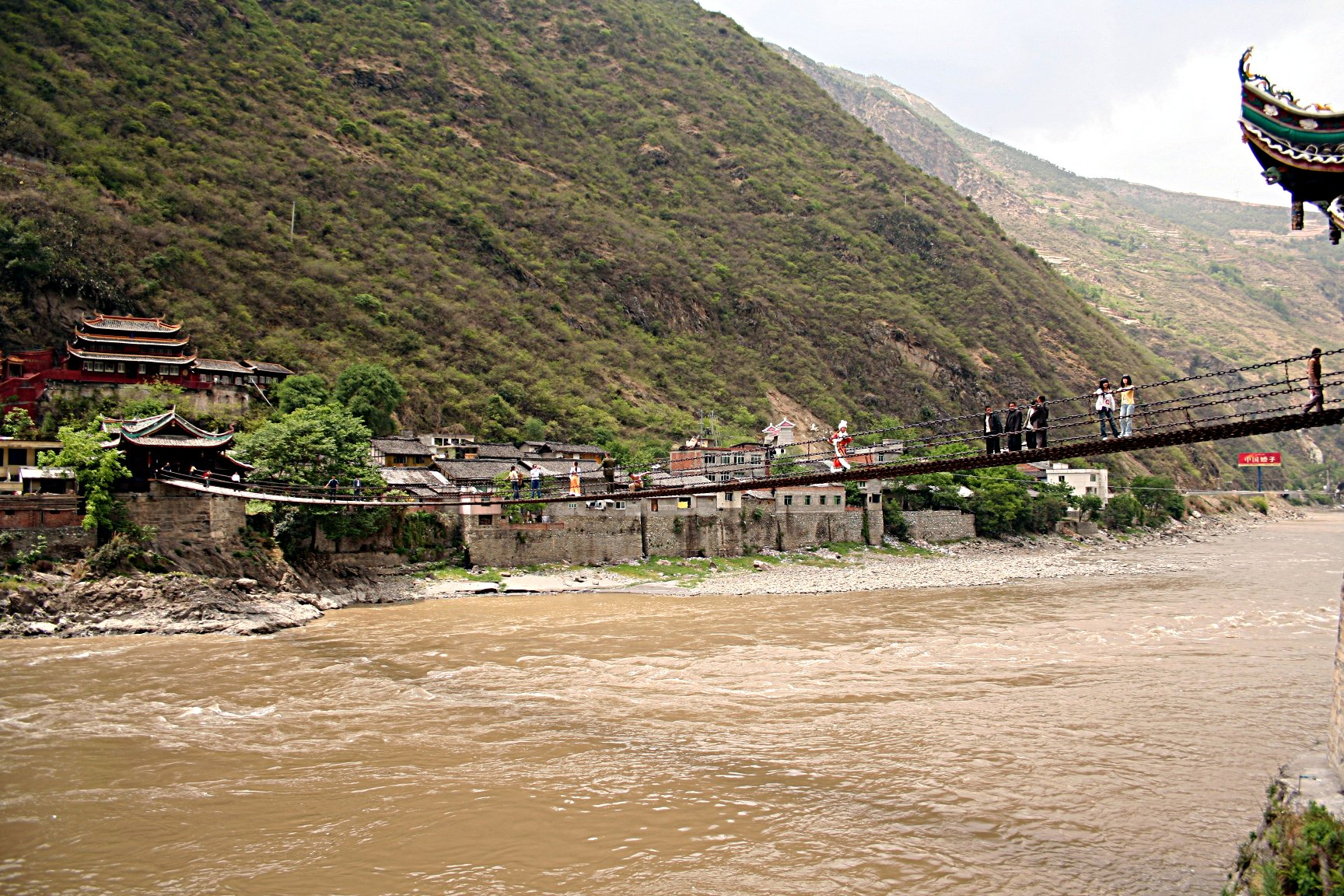
El pont de Luding

Movent-se cap al sud i l'oest, el Primer Exèrcit Roig, va aconseguir sortir de Guizhou i va travessar el Iang-tsé el 8 de maig de 1935. Ja feia set mesos que les forces comunistes estaven en moviment des de la sortida de Jiangxi i només quedaven 25.000 homes. Quan van moure's en direcció nord cap a zones poblades per minories ètniques hostils a l'expansió xinesa, les forces comunistes van rebre atacs no sols del Kuomintang i els seus cabdills locals aliats, sinó també de tribus hostils als d'ètnia xinesa. El terreny també va ser un enemic formidable: l'Exèrcit Roig va haver de travessar muntanyes i rius, sovint capturant punts de travessa defensats fortament per cabdills i hostils i tropes nacionalistes, com el pont de Luding.

### El Quart Exèrcit Roig
El juliol de 1935, les tropes de Mao es van reunir amb el Quart Exèrcit Roig, comandat per Zhang Guotao, que s'havia retirat cap a l'oest des de Henan. La direcció comunista estava decidida a traslladar-se cap a la província de Shaanxi, encara que la decisió no era unànime. Zhang Guotao preferia d'establir un refugi a prop de la frontera amb la Unió Soviètica. Mao, que comandava una força molt més petita, va evitar que Zhang descobrís aquest fet, i va superar la influència de Zhang sobre els comandants subordinats de les forces comunistes. Després del desacord sobre la direcció cap on s'havien de moure les tropes, les dues forces es van dividir. El Quart Exèrcit Roig de Zhang Guotao, que va prendre una ruta diferent, cap al sud, després cap a l'oest, i finalment cap al nord a través de la Xina, va ser pràcticament destruït per les forces de Chiang Kai-shek i els seus aliats musulmans, els Ma. El que va quedar de les forces de Zhang va ajuntar-se amb elements del Segon Exèrcit, ajuntant-se finalment amb les forces de Mao a Shaanxi.

### El Segon Exèrcit Roig

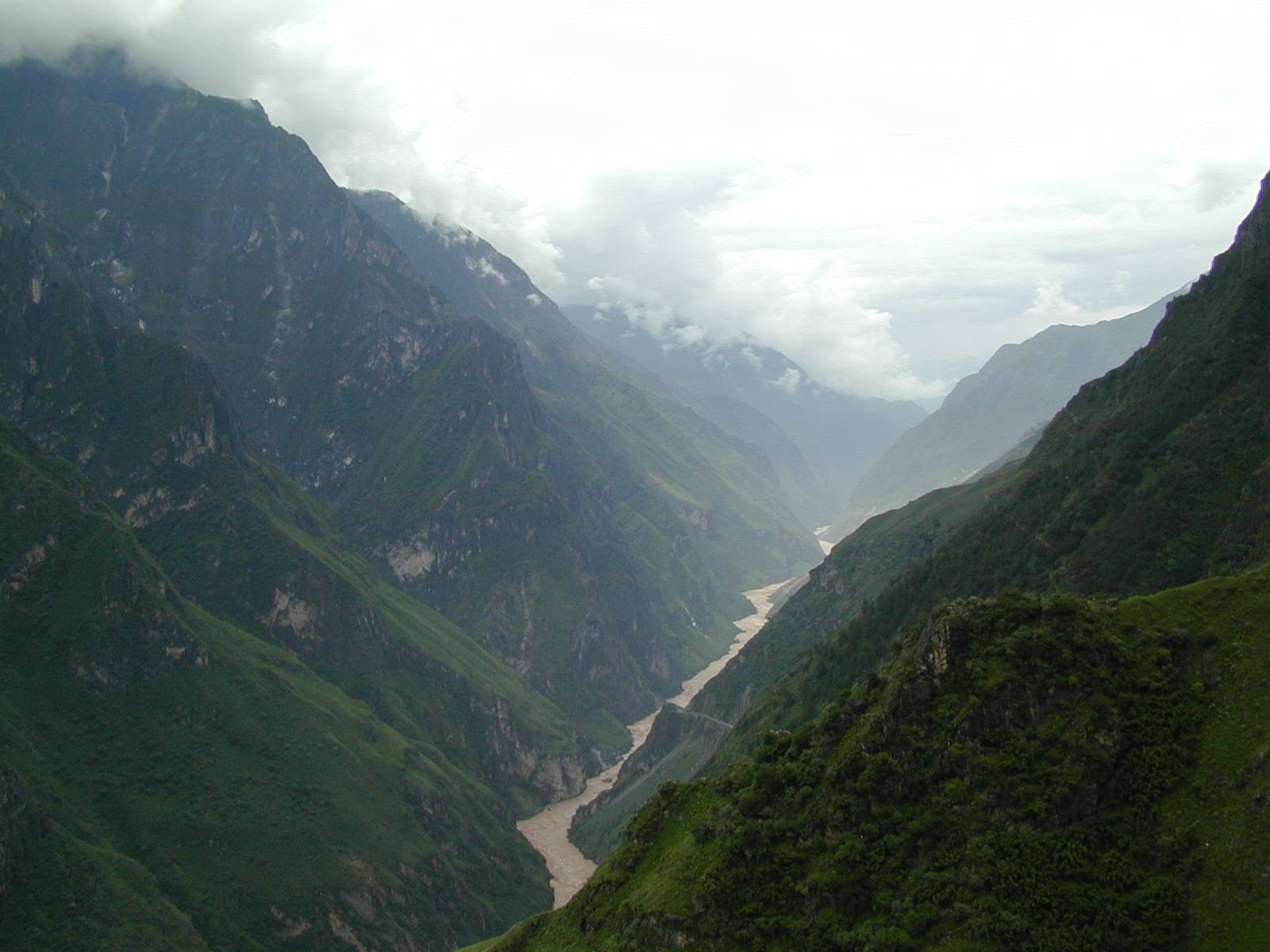
El Congost del Salt del Tigre al massís de la Muntanya del Drac de Jade a la província occidental de Yunnan.

El Segon Exèrcit Roig va començar la seva retirada cap a l'est des de Hubei el novembre de 1935, comandat per He Long, que havia estat el comandant del Vintè Exèrcit del KMT el 1923 abans de fer-se del Partit Comunista de la Xina. Com a venjança, Chiang Kai-Shek va fer executar la família de He Long, incloses tres germanes i un germà. El 1932 va establir un soviet a la zona de la frontera entre Hunan i Kiangsi, i l'agost de 1934 va rebre el comandament del Segon Exèrcit Roig, establint una base a Hubei. Una avançada del Primer Exèrcit Roig anomenada el Grup Sisè, comandada per Xiao Ke, fou enviada cap al Segon Exèrcit dos mesos abans de l'inici de la Llarga Marxa. La força de Xiao Ke es va ajuntar amb He Long i el seu exèrcit, però va perdre el contacte amb el Primer Exèrcit que havia quedat enrere.
El 19 de novembre de 1935, el Segon Exèrcit Roig va començar la seva Llarga Marxa. La força de He Long va ser empesa encara més a l'oest que el Primer Exèrcit Roig, fins a Lijiang a la província de Yunnan, i després travessant el massís de la Muntanya del Drac de Jade i els altiplans tibetans de Sichuan occidental. He Long i Xiao Ke estaven casats amb germanes que també acompanyaven l'exèrcit. La dona de He Long, Jian Xianren, portava a coll la filla que havia nascut tres setmanes abans de començar la retirada. Jian Xianfo va parir un fill en els aiguamolls desolats del nord de Sichuan. Forces del Segon Exèrcit van detenir dos missioners europeus, Rudolf Bosshardt i Arnolis Hayman, durant 16 mesos. Més endavant, Bosshardt va explicar la seva història dels detalls de la vida diària dins de la Llarga Marxa en un llibre.

### Unió dels tres exèrcits
El Primer Exèrcit Roig de Mao va travessar diverses zones d'aiguamolls i fou atacat per forces dels Hui musulmans comandades pels generals Ma Bufang i Ma Buqing. Finalment, l'octubre de 1935, el seu exèrcit va arribar a la província de Shaanxi. Les restes del Quart Exèrcit Roig de Zhang van acabar ajuntant-se amb Mao a Shaanxi, però amb el seu exèrcit anorreat, Zhang, tot i ser membre fundador del PCX, no va poder discutir l'autoritat de Mao. Després d'una expedició de gairebé un any, el Segon Exèrcit Roig va arribar a Bao'an (Shaanxi) el 22 d'octubre de 1936, fet conegut a la Xina com la "unió dels tres exèrcits", i el final de la Llarga Marxa.
Per tot el camí, l'exèrcit comunista va confiscar propietats i armes de cabdills i terratinents locals, mentre reclutava pagesos i pobres. Això no obstant, només 8.000 tropes comandades per Mao, l'Exèrcit del Primer Front, van aconseguir arribar al destí final de Yan'an el 1935. D'aquests, menys de 7.000 eren dels 100.000 soldats originals que havien començat la marxa. Diversos factors van contribuir a les pèrdues, incloent la fatiga, la fam i el fred, malalties, desercions, i baixes militars. Durant la retirada, el nombre de membres del partit va baixar de 300.000 fins al voltant de 40.000.

### Conseqüències
| «                                                                                                | La retirada estratègica més gran de la història militar va convertir Mao en una llegenda viva. | » |
| — Roderick MacFarquhar, Mao Tse Tung: China's Peasant Emperor, A&E Biography (sèrie de TV), 2005 |                                                                                                |   |

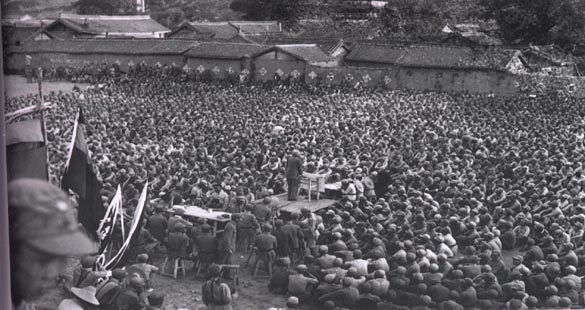
Un líder comunista dirigint-se a supervivents de la Llarga Marxa

Tot i que fou costosa, la Llarga Marxa va donar al Partit Comunista de la Xina (PCX) l'aïllament que necessitava, permetent que el seu exèrcit es recuperés i es reconstruís al nord de la Xina. També fou vital per ajudar el PCX a obtenir bona reputació entre els pagesos degut a la determinació i dedicació dels supervivents de la Llarga Marxa. Mao va escriure el 1935:
"La Llarga Marxa és un manifest. Ha proclamat al món que l'Exèrcit Roig és un exèrcit d'herois, mentre que els imperialistes i els seus gossos, Chiang Kai-shek i els que són com ell, són impotents. Ha proclamat el seu fracàs absolut a l'hora d'encerclar-nos, perseguir-nos, obstruir-nos i interceptar-nos. La Llarga Marxa també és una força de propaganda. Ha anunciat a uns 200 milions de persones en onze províncies que el camí de l'Exèrcit Roig és el seu únic camí cap a l'alliberament".
A més, les normes que va ordenar Mao que seguissin tots els soldats, els Vuit Punts d'Atenció, indicaven a l'exèrcit que evitessin ferir i perdre el respecte als pagesos, malgrat la seva necessitat desesperada de menjar i subministraments. Aquesta política va fer augmentar el suport per als comunistes entre els pagesos rurals.
Les hostilitats es van aturar quan els nacionalistes i els comunistes xinesos van formar una aliança nominal durant la Segona Guerra Sinojaponesa des de 1937 fins a 1945. Durant aquests anys, el Partit Comunista de la Xina va continuar reforçant la seva influència. L'Exèrcit Roig va lluitar una campanya de guerrilla de forma disciplinada i organitzada contra forces japoneses superiors, permetent-li de guanyar experiència. Després del final de la Segona Guerra Mundial, el Vuitè Exèrcit Expedicionari comunista, que més endavant es va anomenar Exèrcit Popular d'Alliberament va ressorgir i va tornar per expulsar el Kuomintang de la Xina continental cap a l'illa de Taiwan. Des de l'establiment de la República Popular de la Xina el 1949, la Llarga Marxa ha estat glorificada com a exemple de la fortalesa i capacitat de recuperació del Partit Comunista. La Llarga Marxa va solidificar l'estatus de Mao com a líder indiscutit del PCX. D'altres participants en la Marxa també van arribar a ser líders importants del Partit, inclosos Zhu De, Lin Biao, Liu Shaoqi, Dong Biwu, Ye Jianying, Li Xiannian, Yang Shangkun, Zhou Enlai i Deng Xiaoping.
El govern xinès va produir-ne una pel·lícula el 2006, La meva Llarga Marxa, que explica les experiències personals d'un participant fictici a la Llarga Marxa.

## Mites
La Llarga Marxa està envoltada de narracions divergents i polèmiques sobre el que va passar realment. Els mites de la marxa són difícils de descobrir, i hi ha versions discrepants, com de qualsevol episodi històric. Els que han pogut investigar els mites de la marxa recentment, com sol passar amb fets històrics passats, es troben que han passat molts anys des que la marxa va tenir lloc i, per tant, molts dels supervivents ja han mort o no poden recordar amb precisió els esdeveniments.

### Llargada de la Llarga Marxa
El 2003, va sorgir una polèmica sobre la distància que va recórrer l'Exèrcit del Primer Front de Mao durant la Llarga Marxa. La xifra de 25.000 li (12.500 km) era l'estimació que feia Mao, segons el seu biògraf Edgar Snow a Red Star Over China, publicat poc després del final de la Llarga Marxa el 1938. El 2003, dos investigadors britànics, Ed Jocelyn i Andrew McEwen, van seguir la ruta en 384 dies, i en el seu llibre de 2006 "The Long March" van estimar que la Marxa va recórrer al voltant de 6.000 km. Jocelyn i McEwen conclouen en el seu llibre que "Mao i els seus seguidors van distorsionar la història de la Llarga Marxa per als seus propis fins. El paper de Mao va ser mitificat fins al punt que ... semblava que ell tot sol havia salvat l'Exèrcit Roig i derrotat Chiang Kai-shek". Mao va exagerar, i potser fins i tot va doblar, la llargada de la marxa, segons ells. El seu informe ha estat rebatut pels mitjans audiovisuals xinesos, adduint que "Els 25.000 li de la Llarga Marxa de l'Exèrcit Roig són un fet històric i no estan oberts a cap mena de dubte". Això no obstant, fins i tot a l'època que es va escriure la narració d'Edgar Snow, hi havia estimacions que la distància recorreguda s'acostava més als 18.000 li (9.000 km).

### El Pont de Luding
| «                                                                                                  | Bé, així és com es presenta a la nostra propaganda. Ho necessitàvem per expressar l'esperit de lluita de les nostres forces. De fet, va ser una operació militar ben fàcil. No va ser gran cosa. Els adversaris eren només algunes tropes del cabdill que estaven armades amb mosquets vells i no va ser cap gran proesa, però ens va sembla que ho havíem de dramatitzar. | » |
| — Deng Xiaobing, Cita segons el falcó neocon i assessor militar dels EUA Zbigniew Brzezinski, 2005 | |   |

La batalla pel pont de Luding s'ha representat com un moment gloriós i heroic de la història del comunisme xinès, anàleg a la batalla dels americans per El Álamo. La versió oficial de la batalla parla de forces comunistes exhaustes i delmades en una situació desesperada, on han de lluitar per travessar un pont penjant que està guardat per forces de Chiang Kai-shek i els seus cabdills aliats numèricament superiors. A més, el pont és molt precari, format per cadenes de ferro i travesses de fusta; els nacionalistes han tret bona part de les travesses i han calat foc a les altres. Els comunistes envien una petita força de voluntaris que encara una pluja de foc per pujar el pont passant per les cadenes que l'aguanten i assaltar les posicions enemigues de l'altra banda, prenent el cap de pont perquè pugui travessar la resta de l'exèrcit.
Això no obstant, segons algusn autors hi hauria proves que no concorden amb la narració oficial i suggereixen que bona part de la lluita va ser dramatitzada, pels líders comunistes, amb fins propagandístics. Jung Chang i Jon Halliday diuen al seu llibre que no va haver-hi cap batalla pel pont de Luding: "No hi va haver batalla al Pont [de Luding]. Segons aquests autors és probable que la llegenda es construís a causa del lloc en si: el pont de cadenes sobre un riu agitat semblava un bon lloc per fets heroics. No hi havia tropes nacionalistes quan van arribar l'exèrcit roig el 29 de maig. El llibre de Chang i Halliday ha estat fortament criticat per diversos experts acadèmics. Al desembre de 2005, el diari The Observer va assenyalar que molts acadèmics coneixedors del camp han posat en dubte la precisió i la veracitat d'algunes afirmacions de Chang i Halliday, sobretot el seu ús selectiu de les proves, qüestionant la seva postura en la matèria. Els autors Andrew McEwen i Ed Jocelyn que van resseguir la ruta de la Llarga Marxa, entrevistant-ne supervivents pel camí, van dir que una dona de poc més de 80 anys recordava que la gent del poble anaven al davant en travessar el pont i els van disparar i matar a tots. Mentrestant, l'autor Sun Shuyun, parla amb un testimoni que va dir que hi havia una petita força enemiga a l'altra banda, amb armes de foc que només podien "disparar uns quants metres". Es van espantar i van fugir.

## Utilització propagandística
| «            | Si ho trobes difícil, pensa en la Llarga Marxa; si estàs cansat, pensa en els nostres antecessors revolucionaris. Ens hem empeltat del missatge perquè puguem acomplir qualsevol objectiu que ens posi el partit perquè no hi ha res comparable en dificultat amb el qual ells van fer. Dècades després de la històrica, ens han manat de fer Marxes cada vegada més Llargues - industrialitzar la Xina, alimentar la població més gran del món, posar-nos al dia amb Occident, reformar l'economia socialista, enviar homes a l'espai, entrar al segle 21. | » |
| — Sun Shuyun | |   |

La Llarga Marxa s'ha presentat com un pilar de la Revolució comunista xinesa i s'ha aprofitat al màxim pel govern xinès. S'ha utilitzat com a exemple per remarcar l'esperit combatiu nacionalista del poble xinès i el pal de paller del comunisme.
L'octubre de 2006 va celebrar-se el 70è aniversari del final de la Llarga Marxa. L'efemèride es va tractar com l'oportunitat perfecta per deixar anar la maquinària propagandística xinesa. Van aparèixer a les llibreries dotzenes de llibres nous, aprovats pel govern, amb la intenció de mostrar les accions heroiques i el dramatisme de la Llarga Marxa. Mentrestant, la televisió xinesa va presentar "un festival d'entreteniment basat en la Llarga Marxa, que inclou una sèrie dramàtica de 20 capítols, documentals, i fins i tot un festival de cançó i dansa". De la mateixa manera, la maquinària propagandística contrària a la República Popular Xinesa ha intentat desvirtuar la significació històrica de la llarga Marxa amb objectius polítics oposats.
La Llarga Marxa va fer molta volta, ja que Mao va comandar l'Exèrcit Roig fent marrada per poder acostar-se a la frontera soviètica per rebre armes i suport polític i reconeixement de la Unió Soviètica com a líder del Partit Comunista de la Xina. Les fonts properes al Guomindang així com autors occidentals contraris a la República Popular de la Xina han intentat sovint també difondre versions contràries de la llarga marxa, acusant les forces comunistes de tota mena de malvestats i abusos contra la població, si bé aquestes teories, amb poca consideració entre els historiadors seriosos, són poc sostenibles si es té en compte el suport popular que van obtenir entre les grans majories camperoles de la població. Fet reconegut per tota mena d'observadors internacionals, i que els dugué a la victòria final davant les forces de Chiang Kai-shek molt més ben equipades i inicialment nombroses, i amb suport de diferents potències occidentals.